# Caminhada quântica em tempo contínuo
Uma caminhada quântica em tempo contínuo ou CTQW (em inglês "Continuous-time quantum walk"), é uma caminhada em um determinado grafo conectado que é ditada por uma matriz unitária variando no tempo que se baseia no Hamiltoniano do sistema quântico e na matriz de adjacência.

## Definição matemática
Uma caminhada quântica contínua (CTQW) em um grafo G = (V,E), onde  V  é o conjunto de vértices (nós) e  E  é o conjunto de arestas que conectam os nós, é definido da seguinte maneira:
- Deixe que A seja a matriz de adjacência |V| {\displaystyle \times } |V|  de   G  com elementos

{\displaystyle A_{u,v}=\left\{{\begin{matrix}1&{\text{se }}{\textrm {\{u,v\}}}{\text{ }}\epsilon {\text{  }}E\\0&{\text{caso contrário}}\end{matrix}}\right.}
e D ser a matriz de grau |V| {\displaystyle \times } |V| de G (para o qual a entrada diagonal correspondente ao vértice v é grau (v)), e deixe L = D - A, ser a matriz laplaciana correspondente que é semidefinida positiva. A caminhada quântica em tempo contínuo no gráfico  G  é então definida pela matriz unitária
{\displaystyle \,U(t)=e^{-itL}}

onde {\displaystyle i} é a unidade imaginária e a matriz {\displaystyle t\in \mathbb {R} }. A probabilidade de uma caminhada a partir do vértice {\displaystyle u} terminando no vértice {\displaystyle v} no tempo {\displaystyle t} é dado por {\displaystyle \left|\langle v|U(t)|u\rangle \right|^{2}}.Consequentemente, a partir do estado quântico {\displaystyle |\psi _{0}\rangle } e realizando uma caminhada quântica para o tempo {\displaystyle t} resultará no novo estado
{\displaystyle |\psi _{t}\rangle =U(t)|\psi _{0}\rangle } e medição irá assim localizar a caminhada no vértice {\displaystyle v} com a probabilidade
{\displaystyle \left|\langle v|U(t)|\psi _{0}\rangle \right|^{2}}.